# Festival Nacional del Tango de La Falda
El Festival Nacional del Tango de La Falda es una celebración que desde 1965 —salvo algunos años de paréntesis— organiza anualmente la turística ciudad serrana de Córdoba. Habiendo iniciado el siglo XXI con rotundo éxito, el Festival confirma hasta hoy su permanencia como uno de los templos consagratorios de la música ciudadana del Río de la Plata.

## Historia

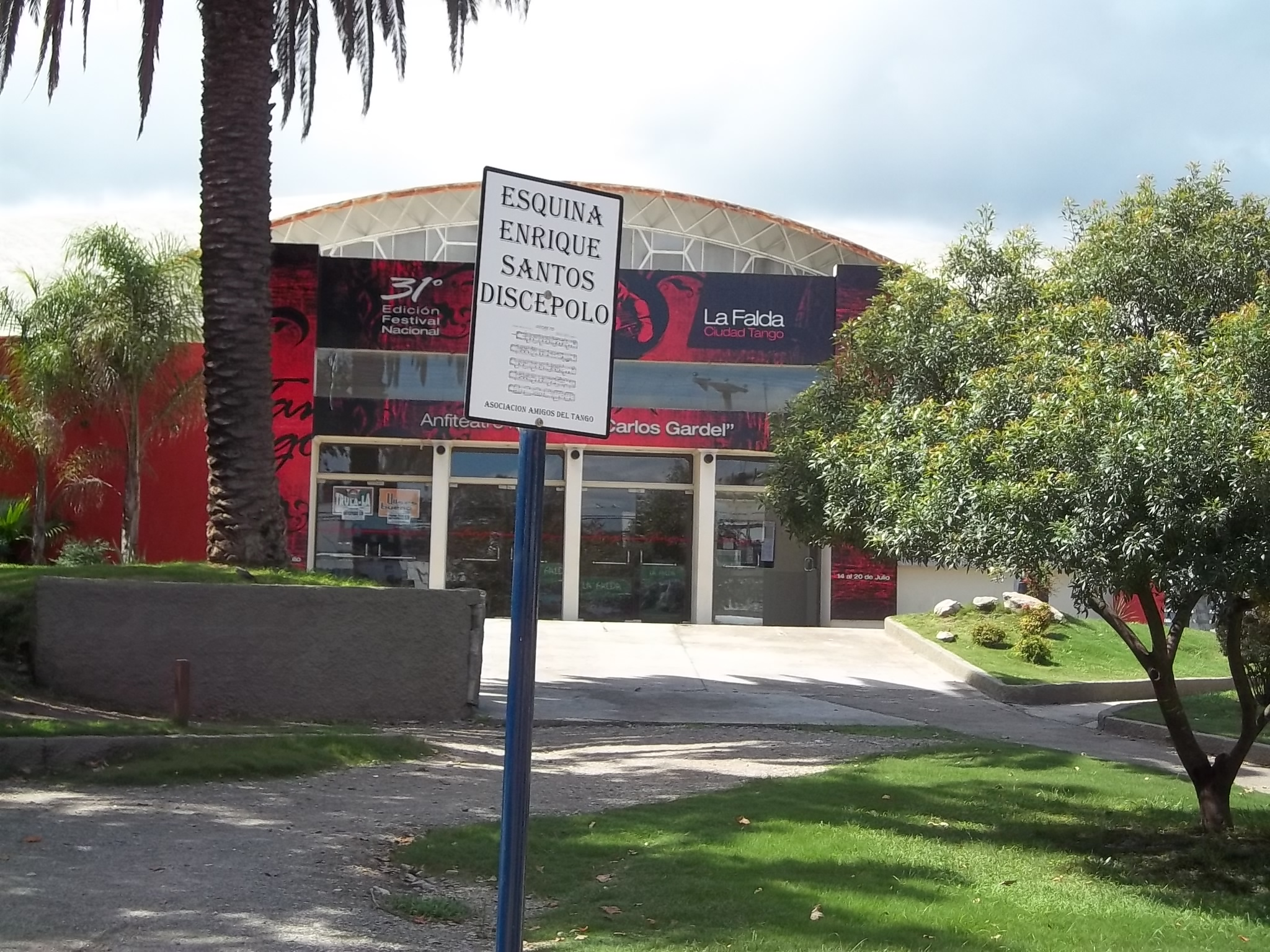
El Anfiteatro Carlos Gardel es la sede del Festival Nacional del Tango de La Falda, un anfiteatro totalmente cubierto y calefaccionado para las jornadas invernales de julio.

En el año 1964, en una antigua confitería llamada Edén en la actual ciudad de La Falda, provincia de Córdoba, Argentina, concurrían asiduamente algunos vecinos, entre los que se destacaba el periodista Tito Pousa, quienes en sus charlas tenían la intención de posicionar a La Falda como destino turístico, y poder incentivar acciones para que la localidad obtuviera renombre en todo el país. De allí surgió la idea de realizar un festival de tango. Poco a poco, se agregaron a la convocatoria otros vecinos, los señores Roberto Chaumont, Amador Almozny, Carlos Routabon, el Dr. Cicarelli y los hermanos Rametta, creándose una Comisión Municipal de Cultura y Turismo, presidida por el Dr. Juan Carlos Vigliocco.
Esa comisión luchó esforzadamente por lograr el apoyo oficial, y conseguir los fondos necesarios para adquirir el lote de terreno ubicado en la intersección de Avenida España y Bv. Dante Alighieri, adonde construir un auditorio, con capacidad para miles de personas.

## Primeros festivales

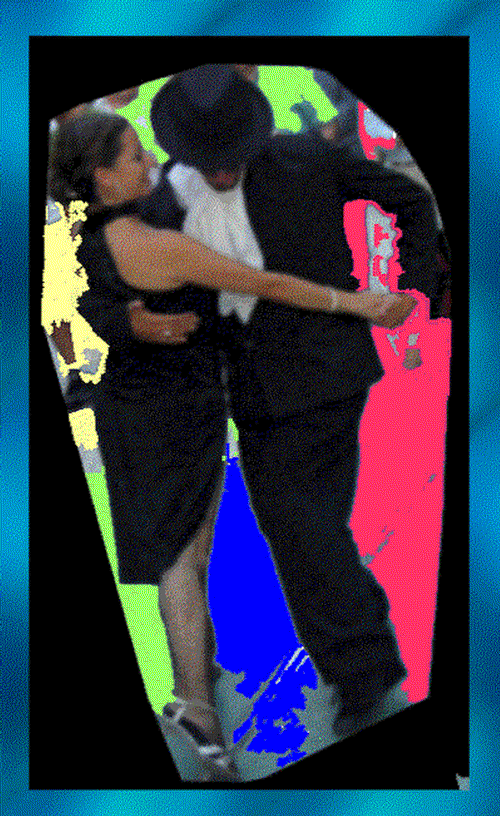
Tangueando...

Conseguidos esos primeros objetivos, comenzaron a trabajar para la concreción del 1er Festival Nacional del Tango, que se realizó desde el día 9 al 17 de enero de 1965. Por decreto del entonces Presidente de la Nación, Dr. Arturo Umberto Illia, se declaró al festival de interés nacional, haciendo lo mismo el Gobierno de la provincia de Córdoba y el ejecutivo municipal, que lo declarará de interés cultural.
El primer festival tuvo una duración de una semana. Contando con la presentación como maestro de ceremonias de Aníbal Cufré, vio transitar por su escenario a Mariano Mores, Hugo del Carril, Florindo Sassone, Alberto Castillo, Franchini y Pontier, Astor Piazzolla, Alba Solís, Edmundo Rivero, Alfredo De Angelis, José Basso, el Quinteto Real, Aníbal Troilo, Osvaldo Pugliese, Argentino Ledesma, Ciriaco Ortiz, y otras figuras reconocidas del tango rioplatense.
Osvaldo Piro fue invitado a participar en el Primer Festival de Tango de La Falda, narrando él mismo: 

A los organizadores del festival les interesó la juventud de mi orquesta que era prácticamente una orquesta de pibes. Necesitaban un conjunto así para abrir el espectáculo, porque nadie quería ser el primero, ya que allí iban todas las grandes figuras. Y esa orquesta que fue para abrir el escenario, terminó llevándose los aplausos y los premios.

En el año 1966, un tornado destruyó las instalaciones del escenario y el techo de chapas del auditorio, no constituyendo un obstáculo para realizar nuevos festivales hasta el año 1972, contando siempre con gran jerarquía de visitantes y artistas, con agrupaciones orquestales tales como las de Aníbal Troilo, Osvaldo Pugliese, Armando Pontier, Horacio Salgán – Ubaldo De Lio, José Basso, Jorge Arduh, y otros.
En el año 1967 se desarrolló el 3er. Festival, con la presencia de Floreal Ruiz, Raúl Lavié, María de La Fuente, Ruth Durante, Jorge Cafrune, Héctor Varela, Mercedes Simone y Ángel Cárdenas; ese año se inauguró en La Falda, La Calle de Los Grandes Ausentes, donde se homenajeaba a figuras ya desaparecidas que hicieron época en el tango de todos los tiempos.
La 4ta y 5ta edición (1968-1969) obtuvieron importante apoyo de turistas y pobladores, así como todos los medios de comunicación se hicieron eco de su concreción. Contando con la actuación de Roberto Firpo, Enrique Dumas, Mario Bustos, Roberto Goyeneche, Alfredo De Angelis, José Libertella, Donato Racciatti, Jorge Casal, Miguel Montero, junto a delegaciones invitadas de provincias. 
En 1968, la orquesta de Osvaldo Piro lograba la Palma de Oro en el Festival de La Falda y también el premio Martín Fierro que otorga la asociación de periodistas a la "Revelación musical del año" de la televisión argentina.
En 1969, por idea de Fernando Moreno, docente colaborador de la Comisión Municipal, se instituyó como premio una estatuilla denominada Gardel de Oro, que galardonaba a la figura revelación del festival.
La 7ª edición tuvo exitoso desarrollo, con la animación de Héctor Larrea, Julio Jorge Nelson y Roberto Casinelli, presentando una cartelera de primera línea con Alberto Marino, Miguel Montero, Ángel Cárdenas, Floreal Ruiz, entre otros. También tuvo lugar el Concurso de Nuevos Valores que despertó interés a nivel nacional. Ese año se otorgó el Gardel de Oro a Elsa Solano y Juan Alberto Cristiano.

## Un paréntesis obligado…

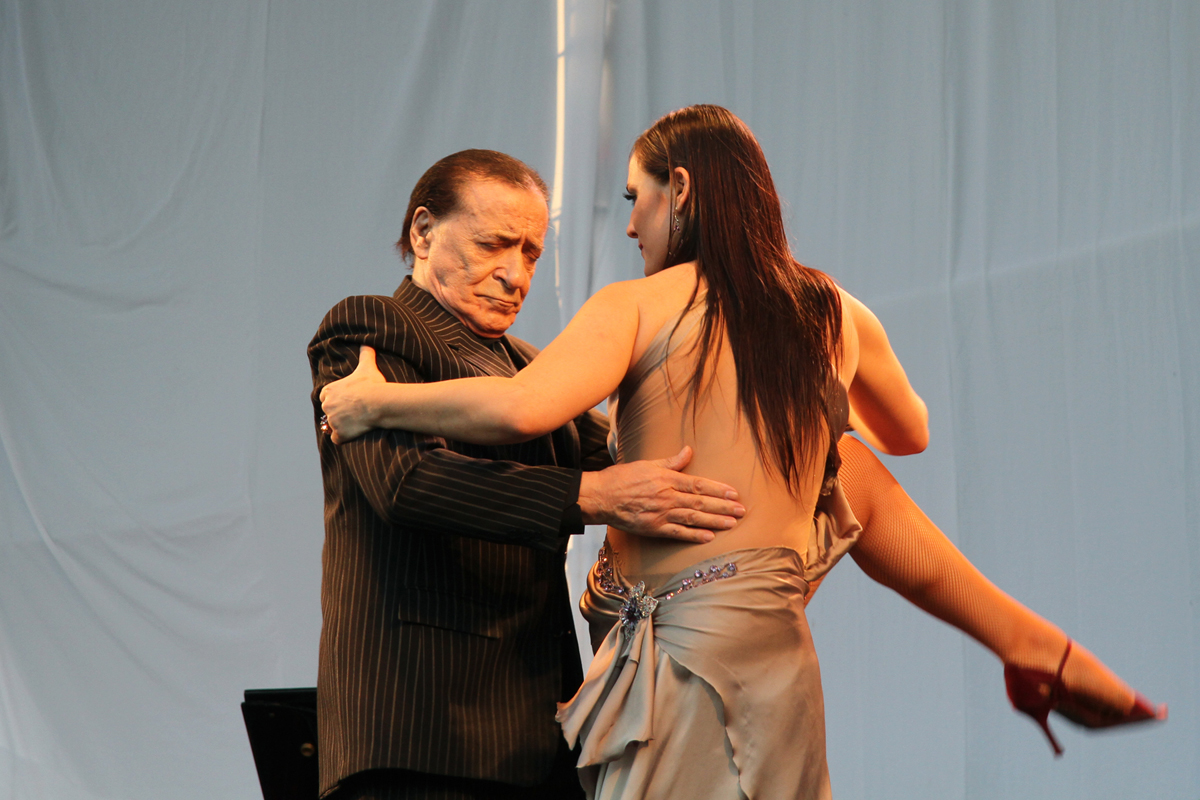
El maestro Juan Carlos Copes bailando tango

Posteriormente, el festival del tango hubo de afrontar importantes contratiempos, no pudiendo realizarse durante varios años; con todo, volvió renovado desde 1980  a 1982  cuando la televisión a colores transmitió por primera vez el 8vo. Festival del Tango para todo el país, esa vez con la presencia como maestro de ceremonias de Silvio Soldán. En el último año (1982) se efectúa un homenaje a Sebastián Piana, dándose cabida a la Academia del Lunfardo.
Recién el 20 de noviembre de 1986 se inauguró en el auditorio municipal de La Falda, la cúpula de hormigón actual de 1600 metros cuadrados y 52 metros de diámetro, adosándola a la estructura que durante veinte años estuvo sin techo como resultado del tornado del año 1966.
De cualquier modo, varios empresarios intentaron reflotar el festival desde 1983 hasta 1994, sin mayor éxito, aunque en el ínterin se organizó un Encuentro de Tango y durante años posteriores se realizó un remedo de festival sin mucho éxito, tratando de salvar ese centro de reuniones de los amantes del tango.

## Un festival renovado y exitoso

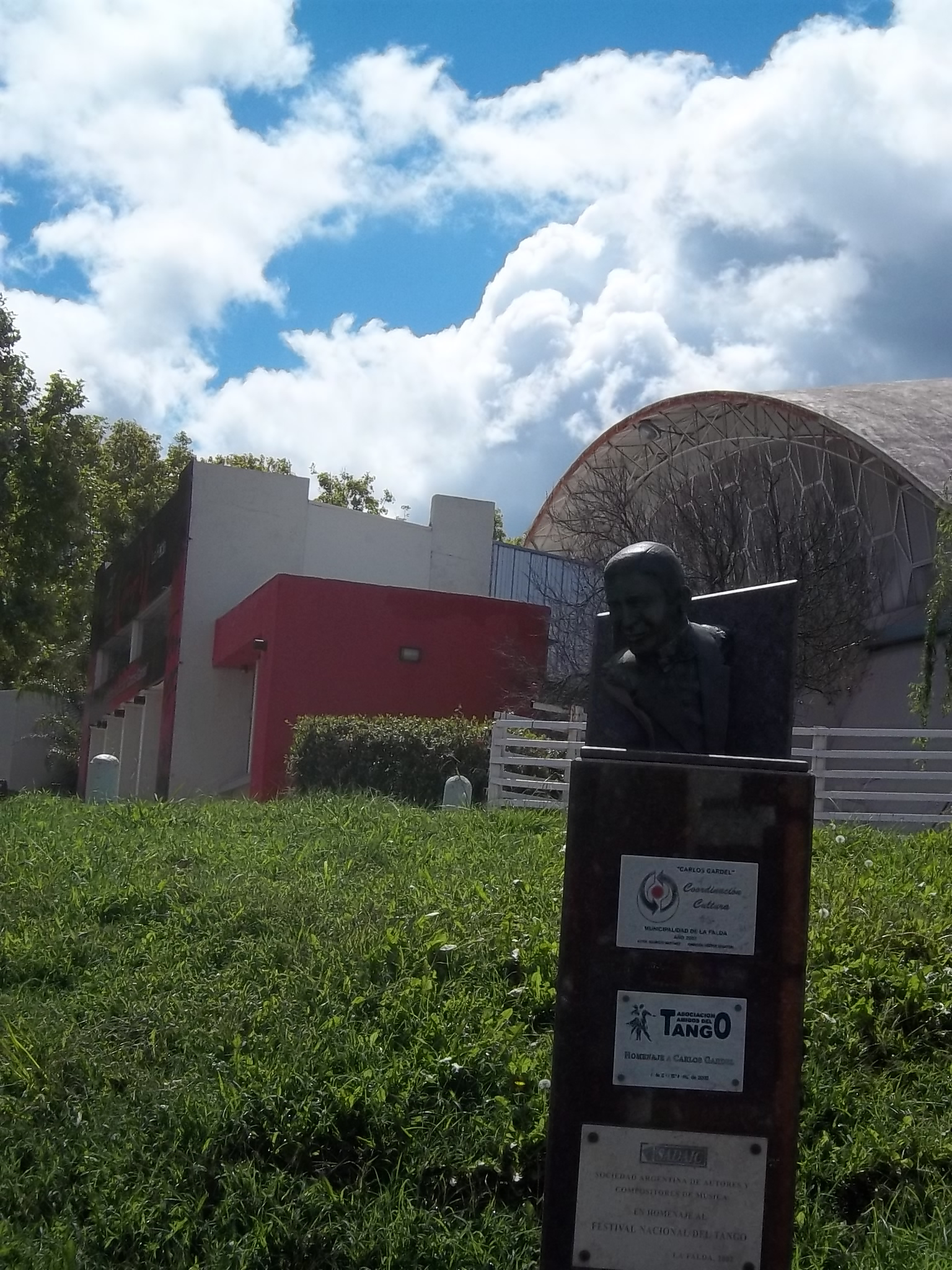
Busto de Carlos Gardel ubicado afuera del anfiteatro del Festival Nacional del Tango, de La Falda.

Recién en el año 1999 nuevamente el Festival de Tango de La Falda despertó, al reunir a dos hombres del espectáculo, Rubén Juárez y Ricardo Bauleo en carácter de empresarios, para llevar a cabo el desafío de volver a poner en vigencia este festival apagado, apoyados igualmente por la Municipalidad de La Falda y el Gobierno de Córdoba. Ese año se implementó el Concurso La Falda 99 donde se seleccionaron nuevos valores en el rubro de Orquestas Juveniles, con un jurado integrado por Atilio Stampone, Osvaldo Piro, Rubén Juárez, Julián Plaza y otros.
En el año 2000 continuó el Festival con la organización de Ricardo Bauleo junto a Osvaldo Piro. Desde el año 2001, con la organización y aportes económicos de parte del Gobierno de Córdoba, se logró poner en marcha nuevamente el festival, único de estas características en Argentina; lográndose de allí en más la continuidad del mismo con la organización por parte del municipio a partir de la edición 2002, y la colaboración de la gobernación de la provincia de Córdoba.
La edición del año 2002, contó con la presencia de figuras importantes como María Graña, Héctor Larré, Abel Córdoba —el último cantante de la orquesta de Osvaldo Pugliese—, Alberto Bianco, Carlos Liberto; agrupaciones como el Sexteto Mayor, liderado por los bandoneonistas José Libertella y Luis Stazo; la Orquesta Provincial de Música Ciudadana, con Alberto Bianco y Gustavo Vicentín, el acordeonista Ildo Patriarca, Dante Garello, Marcelo Carreras y Carlos Liberto. El sábado actuaron Jorge Arduh y su Orquesta, el dúo cordobés Chabela y Quique Pintos, el Trío del 900, Abel Córdoba, Elizabeth Rubio, Hermes Bálsamo Trío, Hugo La Valva, y el grupo de baile Tanguísimo. La noche final se aplaudió al cofundador de Los Twist (hoy dedicado al tango lunfardo) Daniel Melingo, y al cantante y bandoneonista Rubén Juárez. También hubo un concurso de canto durante las tres noches, donde el ganador se quedaba con el Premio SADAIC La Voz del Tango, contando con otro certamen similar de parejas de baile.
En el año 2003 María Graña, Juan Darthés, Rubén Juárez y Osvaldo Piro -al frente de la Orquesta Provincial de Música Ciudadana de Córdoba- fueron los números principales del XX Festival Nacional del Tango. Con ellos actuaron Ricardo "Chiqui" Pereyra, Beba Pugliese y orquesta, Enrique Dumas, la orquesta del cordobés Jorge Arduh, María José Demare, el elenco estable de Tango de la Universidad de Morón y el Ballet Esencia de mi Pueblo;  el espectáculo "Divino Tango", con el maestro Carlos Nieto, Dante Garello y elenco, y Gisella y Gaspar, pareja de tango campeona mundial. 

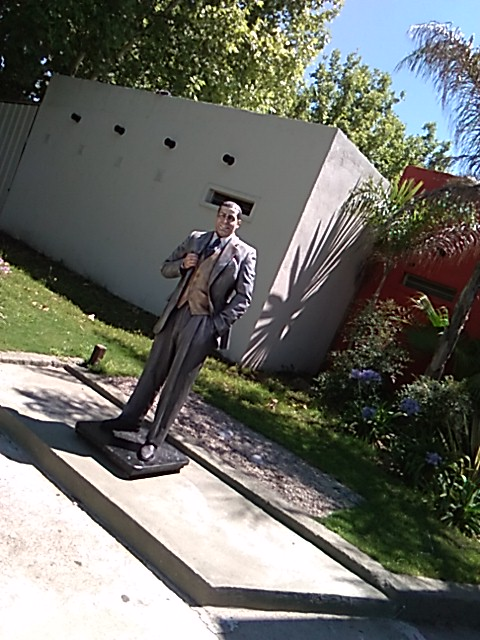
Esta estatua de Carlos Gardel, engalana la entrada al auditorio donde se realiza anualmente el Festival Nacional del Tango, en La Falda.

En la edición 25º del festival (2008), al cumplirse las Bodas de Plata, La Falda se lució como nunca con grandes figuras del estilo de Cristian Zárate y su Sexteto, Guillermo Fernández, Los Cinco Latinos, las cancionistas Nina Miranda, Elsa Rivas y María de la Fuente, el Ballet José Hernández, la Orquesta Por Siempre Tango, Hugo Marcel, Atilio Stampone, Leopoldo Federico y su Orquesta, con José Colángelo, el Sexteto Mayor, incluyendo que cada noche los acordes del trío femenino Las Rositas amenizaba la espera para el comienzo de cada velada. Los cantantes cordobeses también estuvieron presentes: Néstor Alvarado, María Fernanda Juárez, Marcelo Santos, Miguel Baccolla, Carlos Nieto Trío, La Grela, Juan Peinado, Eugenia Acoto, María José Rojas, Hermes Bálsamo, y Por siempre Tango. Brasil aportó la presencia de la pareja de danza de Nilza y Pablito. Contó con la presencia de Osvaldo Piro con la Orquesta Metropolitana, con artistas invitados: María Graña, Horacio Ferrer, Anna Saeki, Hugo Marcel, Alfredo Piro y Jorge Guillermo. Cerrando la noche de música ciudadana, se contó con la presencia de la orquesta del maestro Jorge Arduh.
El 27º Festival del Tango (2010) se lució con la presencia de figuras como la legendaria Virginia Luque, Jairo y Sandra Mihanovich, aunque Nelly Omar, cantante casi centenaria, fue la que más impactó al público, acompañada por cuatro guitarras criollas. El Municipio de La Falda, la declaró Ciudadana Ilustre de la ciudad. 
El 28º Festival Nacional del Tango (2011), se pobló con la presencia del quinteto de Osvaldo Piro, Hugo Marcel, Néstor Marconi trío, la orquesta del festival con la voz de Fernando Montero, la orquesta de Carlos Nieto, Lissete, Claudio González, Julieta Guibardo, Mariana Mazzola, Miguel Báccola, la Compañía Luciana Mayumi (Brasil), y la Compañía de Tango Ballet José Hernández.
En la velada inaugural de la 29ª edición del Festival Nacional de Tango de La Falda (2012), contó con la visita del jefe de gobierno porteño, Mauricio Macri. El Festival de La Falda fue declarado ese año subsede para competir en el Campeonato Mundial de Tango que, junto al Festival Mundial, se realiza en la Ciudad de Buenos Aires.
Paralelamente al festival se realizó el Certamen para Solistas de Tango efectuado por el sello EPSA Music, siendo el ganador del mismo Esteban Riera. También tuvo lugar en esos días el Ciclo de Cine de Tango con el apoyo del Instituto Nacional de Cinematografía y la Expotango donde albergó a expositores del país y el público pudo apreciar, antigüedades, curiosidades, pinturas, fotografías, platería, dibujos, grabaciones con testimonios que dejaron grandes cantantes del tango, también hubo un bar temático y la posibilidad de presenciar por la tarde espectáculos de tango.
El Festival Nacional del Tango de La Falda, se constituye como uno de los mejores exponentes de cultura tanguera a nivel nacional e internacional, logrando cumplir el sueño de aquellos viejos visionarios de la década del '60, de posicionar a la ciudad de La Falda en los destinos turísticos que reflejan la cultura del 2x4 argentino. En 2017 contó con la visita de  Ariel Ardit, Elena Roger, Rubén Rada, Adriana Varela, Hernán Piquín y Raúl Lavié, entre algunas de las figuras destacadas.